# Jeff Cheeger
Jeff Cheeger (sinh ngày 1 tháng 12 năm 1943 tại Brooklyn, thành phố New York), là nhà toán học người Mỹ. Cheeger là giáo sư ở Viện Toán học Courant của Đại học New York tại thành phố New York. Lãnh vực nghiên cứu chính của ông là hình học vi phân và việc áp dụng vào tô pô cùng giải tích.

## Cuộc đời và Sự nghiệp
Ông đậu bằng cử nhân ở Đại học Harvard năm 1964 và đậu bằng thạc sĩ khoa học ở Đại học Princeton năm 1966, rồi bằng tiến sĩ năm 1967. Ông làm giáo sư ở Viện Toán học Courant của Đại học New York từ năm 1993.
Ông đã từng làm trợ giáo và trợ lý nghiên cứu ở Đại học Princeton từ năm 1966-1967, làm nghiên cứu sinh hậu tiến sĩ và trợ giáo từ năm 1967-1968, làm giáo sư phụ tá từ 1968-1969 ở Đại học Michigan, rồi làm phó giáo sư từ năm 1969-1971 ở Đại học bang New York tại Stony Brook. Từ năm 1971 tới 1985, ông làm giáo sư ở trường này, và giáo sư hàng đầu từ 1985 tới 1990, rồi giáo sư lỗi lạc từ năm 1990 tới 1992.
Cheeger cũng làm giáo sư thỉnh giảng ở nhiều nơi như Brasil (1971), Institute for Advanced Study (1972, 1977, 1978, 1995), Đại học Harvard (1972), Institut des hautes études scientifiques (Pháp) (1984-1985) và Viện Nghiên cứu Toán học (1985).
Ông cũng giám sát ít nhất 13 luận án tiến sĩ và 3 luận án hậu tiến sĩ. 
Cheeger là diễn giả được mời nói chuyện tại Hội nghị Toán học quốc tế năm 1974 và năm 1986.
Ông được trao Guggenheim Fellowship năm 1984. Năm 1998 Cheeger được bầu làm viện sĩ nước ngoài của Viện Hàn lâm Khoa học và Văn học Phần Lan.
Cheeger được bầu vào Viện Hàn lâm Khoa học quốc gia Hoa Kỳ năm 1997. 
Ông đoạt Giải Hình học Oswald Veblen lần thứ 14 của Hội Toán học Hoa Kỳ năm 2001.

## Giải thưởng và Vinh dự
- Giải Hình học Oswald Veblen, 2001
- Viện sĩ Viện Hàn lâm Khoa học quốc gia Hoa Kỳ, 1997
- Giải Nghiên cứu Max Planck, của Hội Alexander von Humboldt, 1992-1994
- Guggenheim fellowship, 1984-1985;
- Sloan Fellowship, 1971-1973;

## Tác phẩm chọn lọc
- Cheeger, Jeff; Kleiner, Bruce On the differentiability of Lipschitz maps from metric measure spaces to Banach spaces. Inspired by S. S. Chern, 129–152, Nankai Tracts Math., 11, World Sci. Publ., Hackensack, NJ, 2006
- Differentiability of Lipschitz functions on metric measure spaces. Geom. Funct. Anal. 9 (1999), no. 3, 428–517.
- Lower bounds on Ricci curvature and the almost rigidity of warped products, with T. H. Colding. Annals of Math. 144. 1996. 189-237.
- On the cone structure at infinity of Ricci flat manifolds with Euclidean volume growth and quadratic curvature decay, with G. Tian. Invent Math, 118. 1994. 493-571.
- Collapsing Riemannian manifolds while keeping their curvature bounded, II, with M. Gromov. J. Differential Geometry. 31, 4. 1990. 269-298. Collapsing manifold
- Eta-invariants and their adiabatic limits, with J. M. Bismut. J. American Mathematical Society, 2, 1. 1989. 33-70.
- Cheeger, Jeff; Gromov, Mikhail; Taylor, Michael Finite propagation speed, kernel estimates for functions of the Laplace operator, and the geometry of complete Riemannian manifolds. J. Differential Geom. 17 (1982), no. 1, 15–53.
- On the Hodge theory of Riemannian pseudomanifolds. Amer. Soc. Proc. Sym. Pure Math, 36. 1980. 91-146. L² cohomology
- Cheeger, Jeff (1977), "Analytic Torsion and Reidemeister Torsion", PNAS, 74 (7): 2651–2654, doi:10.1073/pnas.74.7.2651, MR0451312 {{Chú thích}}: Đã bỏ qua tham số không rõ |volune= (trợ giúp) Analytic torsion

- Cheeger, Jeff; Gromoll, Detlef The splitting theorem for manifolds of nonnegative Ricci curvature. J. Differential Geometry 6 (1971/72), 119–128. Splitting theorem
- A lower bound for the smallest eigenvalue of the Laplacian. Problems in analysis (Papers dedicated to Salomon Bochner, 1969), pp. 195–199. Princeton Univ. Press, Princeton, N. J., 1970. Cheeger constant
- Cheeger, Jeff; Gromoll, Detlef The structure of complete manifolds of nonnegative curvature. Bull. Amer. Math. Soc. 74 1968 1147–1150. Soul theorem
- Cheeger, Jeff Finiteness theorems for Riemannian manifolds. Amer. J. Math. 92 1970 61–74
- Cheeger, Jeff; Ebin, David G.: Comparison theorems in Riemannian geometry. Revised reprint of the 1975 original. AMS Chelsea Publishing, Providence, RI, 2008.